# II (album)
A II (magyarul: Második) a második stúdióalbuma a holland The Common Linnetsnek. Megjelenésére 2015. szeptember 25-én került sor.

## Számok
|     | Cím                         | Szerző(k) | Hossz |
| --- | --------------------------- | --------- | ----- |
| 1.  | We Don’t Make the Wind Blow |           | 3:36  |
| 2.  | That Part                   |           | 3:47  |
| 3.  | Hearts on Fire              |           | 3:46  |
| 4.  | Runaway Man                 |           | 3:01  |
| 5.  | In Your Eyes                |           | 3:25  |
| 6.  | Dust of Oklahoma            |           | 3:58  |
| 7.  | Indigo Moon                 |           | 3:34  |
| 8.  | Better Than That            |           | 3:04  |
| 9.  | Days of Endless Time        |           | 3:26  |
| 10. | Soho Waltz                  |           | 4:29  |
| 11. | As If Only                  |           | 3:41  |
| 12. | Walls of Jericho            |           | 3:57  |
| 13. | Proud                       |           | 3:39  |

## Dalok
A We Don’t Make the Wind Blow és a Hearts on Fire című dalhoz videóklip is készült. Az előbbit 2015. július 9-én, míg az utóbbit augusztus 31-én mutatták be az együttes YouTube csatornáján.